# Friedrich Kussin

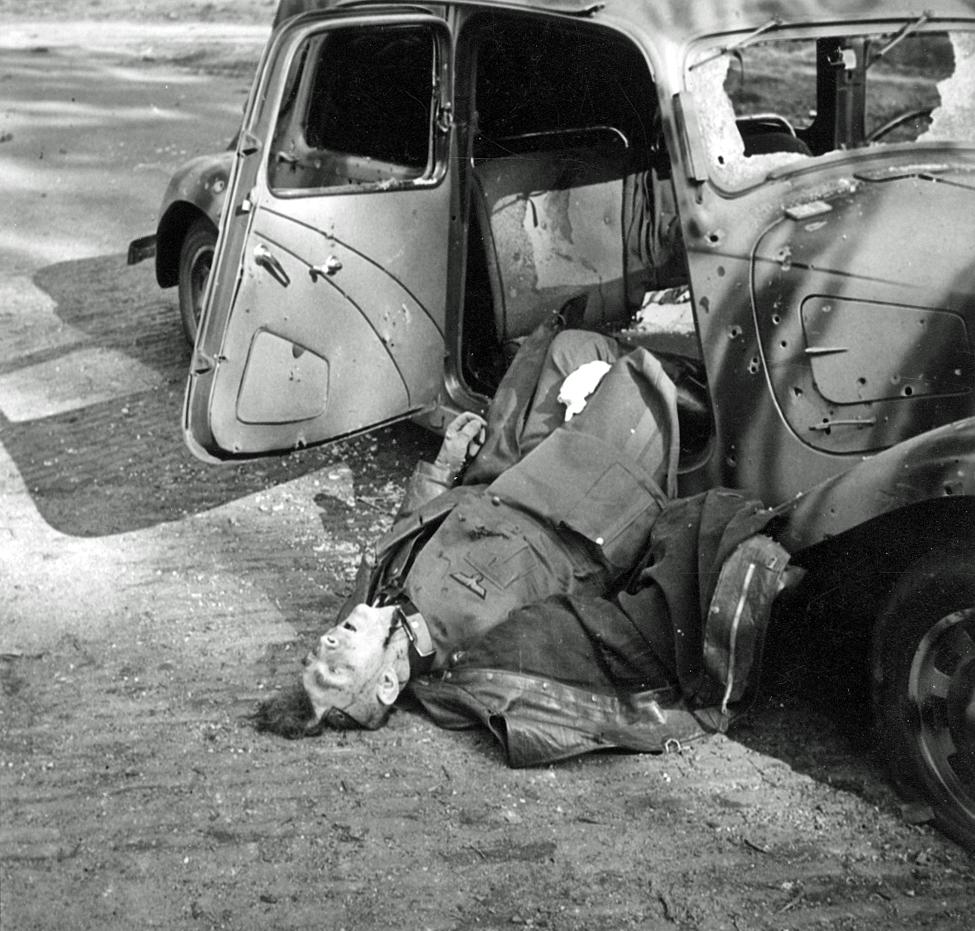
mrtvý Friedrich Kussin

Friedrich Kussin (1. březen, 1895 – 17. září, 1944) byl německý důstojník Wehrmachtu v hodnosti generálmajor za druhé světové války. Nejznámější je díky svému působení jako velitel nizozemského města Arnhem během spojenecké operace Market Garden.

## Mládí a první světová válka
Friedrich Kussin se narodil 1. března roku 1895 v dolnosaském městě Aurich. Po dokončení základního vzdělaní absolvoval vojenskou akademii, po jejímž dokončení vstupuje 26. března roku 1913 do armády v hodnosti Fahnenjunker a je zařazen ke 2. železničnímu pluku. U této jednotky zůstává po celou dobu války a v jejích řadách dosáhne hodnosti Oberleutnant (Nadporučík) a získá oba dva stupně železného kříže.
Po skončení války zůstává Kussin v armádě a s nově vznikajícím Reichswehrem je jeho jednotka přeměněna na 4. ženijní prapor Reichswehru (Reichswehr-Pionier-Batalion 4).
Ženijní vojsko se mu stává osudným a během své vzestupné kariéry střídá mnoho ženijních jednotek.

## Druhá světová válka
S vypuknutím druhé světové války se odvelen do Polska, kde již v hodnosti Oberstleutnant (Podplukovník) velí 80. ženijnímu praporu (Pionier-Batalion Nr. 80), který je součástí 44. pěší divize generálporučíka Albrechta Schuberta. U této jednotky zůstává až do února roku 1940.
Následně již v hodnost plukovníka (Oberst) velí dalším ženijním jednotkám včetně výcvikové ženijní školy nebo výcvikového ženijního prostoru v německém Klausdorfu.
K 1. dubnu 1943 je povýšen do hodnosti Generálmajor a převelen do zálohy. V záloze zůstává pouze do počátku září téhož roku, kdy je povolán zpět a je jmenován do funkce pozemního velitele č. 642 (Feldkommandantur 642) v nizozemském městě Arnhem.
O rok později, přesněji 17. září 1944 vypukne spojenecká operace Market Garden a nedaleko Arnhemu začnou přistávat výsadkaři britské 1. výsadkové divize s úkolem zajmout most v Arnhemu, který je důležitý pro další postup jejich jednotek.
Generál Kussin se proto vydal svým štábním vozem směrem k vesnici Wolfheze, která se nachází 10 kilometrů severozápadně od Arnhemu. Zde se nacházel 16. záložní výcvikový prapor tankových granátníků SS (SS-Panzer-Grenadier-Ausbildung und Ersatz-Batalion 16) pod velením SS-Sturmbannführera Seppa Kraffta. Krafft zrovna vydával svým mužům rozkazy, když se před jeho velitelství přiřítil štábní Citroën s generálem Kussinem.
Kussin chtěl vědět, co se děje. Teď viděl pláň plnou britských výsadkářů. Generál Kussin byl zaskočen a sdělil Krafftovi, že do 18 hodin sežene nějaké posily. Zároveň mu také sdělil, že po cestě k němu potkal polního maršála Walthera Modela, velitele skupiny armád B, a ten mu rozkázal, aby vyvolal poplach a informoval hlavní velitelství v Berlíně o vývoji situace.
Při odjezdu sdělil major SS Krafft generálovi Kussinovi, aby se vyhnul utrechtské silnici, po které k němu přijel. Podle nových zpráv je prý silnice v rukou britů. Také mu poradil, aby jel po menších okresních silnicích. Kussin z toho nadšený zjevně nebyl a řekl, že nějak se do Arnhemu dostane.
Kussin si zřejmě myslel, že po hlavní silnici ještě nějak stihne projet, avšak po chvíli narazil na 3. britský prapor podplukovníka Johna Fitche. Když Kussinův řidič, svobodník Josef Willeke, uviděl, že cesta je zablokovaná, tak se pokusil zařadit zpátečku a ujet zpět. Avšak muži z čety poručíka Jamese Cleminsona začali střílet a generálův vůz doslova rozstříleli.
Generál Kussin neměl vůči smršti nepřátelských kulek nejmenší šanci a zemřel okamžitě na místě. Kromě generála Kussina a jeho řidiče byl zabit také generálův pobočník, četař Max Köster.
Po Kussinově smrti jmenoval polní maršál Walther Model dočasným velitelem města majora Ernsta Schliefenbauma, který působil jako náčelník Kussinova štábu.
Tělo generála Kussina bylo později převezeno na vojenský hřbitov Ysselsteyn nacházející se v nizozemské provincii Limburg.

## Povýšení & Vyznamenání
Data povýšení
- Fahnenjunker - 26. březen, 1913
- Fähnrich - 20. listopad, 1913
- Leutnant - 3. srpen, 1914
- Oberleutnant - 18. prosinec, 1917
- Hauptmann - 1. únor, 1926
- Major - 1. červenec, 1934
- Oberstleutnant - 1. leden, 1937
- Oberst - 1. říjen, 1939
- Generalmajor - 1. duben, 1943

Vyznamenání
- Spona k pruskému železnému kříži I. třídy
- Spona k pruskému železnému kříži II. třídy
- Pruský železný kříž II. třídy - (první světová válka)
- Pruský železný kříž I. třídy - (první světová válka)
- Válečný záslužný kříž I. třídy s meči
- Válečný záslužný kříž II. třídy s meči
- Kříž cti
- |  |  |  Služební vyznamenání Wehrmachtu od IV. do I. třídy